# Zsófia Gubacsi
Zsófia Gubacsi (ur. 6 kwietnia 1981 w Budapeszcie) – węgierska tenisistka, reprezentantka kraju w Fed Cup.

## Kariera tenisowa
Zawodową tenisistką była w latach 1999–2007. Zwyciężyła w tym czasie w jednym turnieju singlowym i deblowym rangi WTA Tour. Jest również finalistką dwóch imprez WTA Tour w grze podwójnej.
W latach 1998–2007 reprezentowała Węgry w Fed Cup, uczestnicząc w 25 meczach i odnosząc 12 zwycięstw.
W rankingu gry pojedynczej Gubacsi najwyżej była na 76. miejscu (29 kwietnia 2002), a w klasyfikacji gry podwójnej na 93. pozycji (27 stycznia 2003).

### Wygrane turnieje rangi WTA Tour

#### Gra pojedyncza
|    | Data       | Turniej                       | Kat.        | ($)     | Naw.   | Finalistka          | Wynik         |
| 1. | 23/07/2001 | Casablanca, Grand Prix de SAR | Kategoria V | 110 000 | ziemna | Maria Elena Camerin | 1:6, 6:3, 7:6 |

#### Gra podwójna
|    | Data       | Turniej                | Kat.         | ($)     | Naw.   | Partnerka     | Finalistki                         | Wynik    |
| 1. | 08/04/2002 | Estoril, Portugal Open | Kategoria IV | 140 000 | ziemna | Jelena Bowina | Barbara Rittner María Vento-Kabchi | 6:3, 6:1 |